# Покшивник (Згожелецький повіт)
Покшивник (пол. Pokrzywnik) — село в Польщі, у гміні Згожелець Згожелецького повіту Нижньосілезького воєводства.
Населення — 47 осіб (2011).
У 1975-1998 роках село належало до Єленьогурського воєводства.

## Демографія
Демографічна структура станом на 31 березня 2011 року:
|          | Загалом | Допрацездатний вік | Працездатний вік | Постпрацездатний вік |
| -------- | ------- | ------------------ | ---------------- | -------------------- |
| Чоловіки | 21      | 5                  | 13               | 3                    |
| Жінки    | 26      | 5                  | 14               | 7                    |
| Разом    | 47      | 10                 | 27               | 10                   |